# Белфрі (Монтана)
Белфрі (англ. Belfry) — переписна місцевість (CDP) в США, в окрузі Карбон штату Монтана. Населення — 193 особи (2020).

## Географія
Белфрі розташоване за координатами 45°8′10″ пн. ш. 108°59′54″ зх. д. / 45.13611° пн. ш. 108.99833° зх. д. (45.136127, -108.998196).  За даними Бюро перепису населення США в 2010 році переписна місцевість мала площу 4,45 км², з яких 4,31 км² — суходіл та 0,14 км² — водойми.

## Демографія
Згідно з переписом 2010 року, у переписній місцевості мешкало 218 осіб у 98 домогосподарствах у складі 57 родин. Густота населення становила 49 осіб/км².  Було 115 помешкань (26/км²).
Расовий склад населення:
| - 96,3 % — білих - 1,8 % — корінних американців - 0,5 % — чорних або афроамериканців |

До двох чи більше рас належало 1,4 %. Частка іспаномовних становила 0,5 % від усіх жителів.
За віковим діапазоном населення розподілялося таким чином: 17,0 % — особи молодші 18 років, 62,8 % — особи у віці 18—64 років, 20,2 % — особи у віці 65 років та старші. Медіана віку мешканця становила 47,1 року. На 100 осіб жіночої статі у переписній місцевості припадало 100,0 чоловіків;  на 100 жінок у віці від 18 років та старших — 86,6 чоловіків також старших 18 років.
За межею бідності перебувало 27,9 % осіб, у тому числі 47,2 % дітей у віці до 18 років та 14,3 % осіб у віці 65 років та старших.
Цивільне працевлаштоване населення становило 72 особи. Основні галузі зайнятості: роздрібна торгівля — 20,8 %, мистецтво, розваги та відпочинок — 20,8 %, освіта, охорона здоров'я та соціальна допомога — 18,1 %.